# Kadovar
Kadovar est une île volcanique de Papouasie-Nouvelle-Guinée, dans la mer de Bismarck, au nord-est de la Nouvelle-Guinée, approximativement située en face de l'embouchure du Sepik et culminant à 365 mètres d'altitude.
Elle est administrativement située dans la province du Sepik oriental, dans la région Momase.
La seule éruption du volcan connue avec certitude a débuté le 5 janvier 2018.

## Histoire
L'île est aperçue pour la première fois par les Européens en 1545 par le navigateur espagnol Íñigo Ortiz de Retes.
Avant 2018, aucune éruption du volcan n'était connue ; des phénomènes géothermaux avaient été signalés en 1976 et en 1981.
Le volcan entre brutalement en éruption le 5 janvier 2018 ; les quelques centaines d'habitants peuplant l'île ont cependant pu être évacués.